# Kilsund
Kilsund este o localitate din comuna Arendal, provincia Aust-Agder, Norvegia, cu o suprafață de 0,91 km² și o populație de 724 locuitori (2013).